# Valeri Màxim
|  | Aquest article tracta sobre un compilador romà d'anècdotes històriques. Vegeu-ne altres significats a «Marc Valeri Màxim». |

Valeri Màxim (alguns manuscrits l'anomenen Marc Valeri Màxim i altres Publi Valeri Màxim) en llatí Valerius Maximus, va ser un compilador romà d'un llibre d'anècdotes històriques que tenia per finalitat posar en relleu les virtuts morals dels romans, titulat De Factis Dictisque Memorabilibus Libri IX (Fets i dites memorables), llibre dedicat a l'emperador Tiberi. Se sap que va viure al segle i, en temps de Juli Cèsar, Octavi August i Tiberi. Formava part de la gens Valèria, una antiga gens romana d'origen sabí.
De la seva història personal no se'n sap res sinó allò que ell mateix diu, que acompanyava Sext Pompeu, cònsol l'any 14, a l'Àsia, però no se sap en qualitat de què. Era l'any en què va morir August, i Valeri Màxim va ser el primer en retre homenatge a Tiberi.
El primer dels nou llibres de la seva obra és dedicat a temes religiosos (De Religione Obscurata, De Religione Neglecta, De Religione Simulata, De Religione Peregrina Rejecta, De Auspiciis, De Ominibus, De Prodigiis, De Somniis, De Miraculi), el segon a institucions civils, el tercer, quart, cinquè i sisè a les virtuts socials; al setè els capítols De Strategematis, i De Repulsis, és seguit pels de De Necessitate, De Testamentis Rescissis, De Ratis Testamentis et Insperatis. La resta no es conserva excepte una part del vuitè, De Praenominibus (per l'índex se sap que els altres eren De Nominibus, De Cognominibus, De Agnominibus, De Appellationibus, De Verbis).